# Восточно-Сараевский университет
Восто́чно-Сара́евский университе́т (серб. Универзитет у Источном Сарајеву) — высшее учебное заведение в городе Источно-Сараево (Республика Сербская, Босния и Герцеговина).

## История
Университет был основан 14 сентября 1992 года решением Народной скупщины Республики Сербской как преемник Сараевского университета.
Около 15 тысяч студентов обучаются на сегодняшний день в двух академиях и на пятнадцати факультетах университета.

## Факультеты
Факультеты Восточно-Сараевского университета распределены по следующим городам:
Брчко
- Экономический[серб.]

Биелина
- Экономики бизнеса
- Педагогический
- Юридический
- Сельского хозяйства

Добой
- Транспортный[серб.]

Зворник
- Технологический[серб.]

Источно-Ново-Сараево
- Электротехнический[серб.]
- Сельского хозяйства
- Машиностроительный[серб.]
- Музыкальная академия

Пале
- Экономический[серб.]
- Юридический
- Философский[серб.]
- Физического воспитания и спорта[серб.]

Фоча
- Православный богословский[серб.]
- Медицинский[серб.]

Требине
- Академия изящных искусств[серб.]
- Производства и управления[серб.]

Сребреница
- Юридический

Власеница
- Сельского хозяйства

## Ректоры
- 1993—2000 — Воислав Максимович
- 2000—2005 — Бориш Старович[3]
- 2005 — н.в. — Митар Новакович